# Zecão (paratleta)
José Agmarino de Jesus Coelho (Belém, 21 de janeiro de 1968 — São José dos Pinhais, 2 de abril de 2017) foi um paratleta brasileiro. Zecão, como era conhecido, era praticante da paracanoagem, futebol para amputados, natação e outros esportes.

## Carreira
Foi campeão brasileiro de canoagem em 1999. Em 2006, junto com a Seleção Paraense de Futebol para Amputados, foi campeão na Copa do Brasil de Futebol. No atletismo, participou do Circuito Paraolímpico de Atletismo e Natação, quando obteve uma medalha de ouro no arremesso de peso e duas medalhas de prata no lançamento do dardo e no lançamento do disco.
Em 2007, recebeu apoio da Secretaria de Estado de Esporte e Lazer (Seel) para completar o percurso de São Paulo a Belém, feito inédito no ciclismo paralímpico, e concorreu a uma menção no Livro Guinness dos Recordes. Em 2008, foi aceito para o Prêmio Rômulo Maiorana na categoria necessidades especiais.
Em 2016, foi vice-campeão mundial de paracanoagem, na Alemanha.

## Morte
Em abril de 2017, foi assassinado em São José dos Pinhais, na Região Metropolitana de Curitiba, onde morava com a família.

## Títulos
- Campeão Brasileiro de canoagem: 1999
- Campeão Sul-Americano de canoagem velocidade (prova de 200 metros)[8]